# 高兵
高兵，中华人民共和国政治人物、全国脱贫攻坚先进个人。

## 生平
高兵任吉林九台农村商业银行股份有限公司党委书记、董事长。因在脱贫攻坚战中作出突出贡献，2021年2月25日全国脱贫攻坚总结表彰大会上，高兵被授予“全国脱贫攻坚先进个人”。